# Leon Gołogórski
Leon Gołogórski ps. „Filip” (ur. 21 lutego 1894 w Trydencie, zm. 13 maja 1956 w Wielkiej Brytanii) – polski przemysłowiec, magister prawa, oficer rezerwy Wojska Polskiego, kawaler Orderu Virtuti Militari.

## Życiorys
Urodził się 21 lutego 1894 w Trydencie, w rodzinie Emila, generała porucznika Wojska Polskiego, i Marii z Artwińskich. Był starszym bratem Jerzego Mieczysława (1896–1939), kapitana artylerii Wojska Polskiego.
W czasie I wojny światowej walczył w szeregach cesarsko-królewskiej Obrony Krajowej. Jego oddziałem macierzystym był Pułk Ułanów Obrony Krajowej Nr 5. Na stopień podporucznika rezerwy został mianowany ze starszeństwem z 1 stycznia 1916.
8 stycznia 1924 został zatwierdzony w stopniu rotmistrza ze starszeństwem z 1 czerwca 1919 i 140. lokatą w korpusie oficerów rezerwy jazdy. Posiadał przydział w rezerwie do 8 Pułku Ułanów w Krakowie. W 1934, jako oficer rezerwy pozostawał w ewidencji Powiatowej Komendy Uzupełnień Warszawa Miasto III. W dalszym ciągu posiadał przydział w rezerwie do 8 puł.
12 września 1939 zgłosił się do Armii generała Przedrzymirskiego i został jego oficerem do zleceń.
Od marca 1941 pod pseudonimem „Filip” działał w polsko-francuskiej siatce wywiadowczej „F-2”. Kierował podsiecią gromadzącą informacje lotnicze i informacje z Włoch oraz współpracującą z Belgami. W lutym 1942, po przekazaniu komórek ppor. Wincentemu Rozwadowskiemu ps. „Pascal”, został zwolniony z sieci. 26 grudnia 1942 w Nicei został aresztowany przez funkcjonariuszy OVRA, działających pod nadzorem Abwehry. Został osadzony w więzieniu Gestapo Neue Bremm w Saarbrücken i poddany torturom. Jego męstwo uchroniło innych członków siatki, a inteligencja w gmatwaniu faktów utrudniła pracę Gestapo. 29 stycznia 1944 został przeniesiony do obozu koncentracyjnego Mauthausen. W 1945, po uwolnieniu z obozu, został oficerem łącznikowym Polskiej Misji Wojskowej we Francji do sztabu francuskiego.
Zmarł 13 maja 1956. Został pochowany na cmentarzu Brompton.

## Ordery i odznaczenia
- Krzyż Srebrny Orderu Wojskowego Virtuti Militari[19]
- Krzyż Walecznych[11][20]
- Brązowy Medal Zasługi Wojskowej z mieczami na wstążce Krzyża Zasługi Wojskowej[1]
- Srebrny Medal Waleczności 2 klasy[1]